# Jessie Ware
Jessie Ware (* 15. října 1984) je anglická zpěvačka. Narodila se v Queen Charlotte's Hospital v londýnském Hammersmithu. Její matkou byla sociální pracovnice Helena a otcem televizní reportér John. Její starší sestrou je herečka Hannah Ware. Po dokončení studií pracovala krátce jako novinářka. Před zahájením sólové hudební kariéry byla vokalistkou při koncertech Jacka Peñateho. Své první album s názvem Devotion vydala v srpnu 2012. V srpnu 2014 se provdala za Sama Burrowse a v září 2016 se jim narodila první dcera.

## Diskografie
- Devotion (2012)
- Tough Love (2014)
- Glasshouse (2017)
- What's Your Pleasure? (2020)
- That! Feels Good! (2023)